# Namagiripettai
Namagiripettai é uma panchayat (vila) no distrito de Namakkal, no estado indiano de Tamil Nadu.

## Geografia
Namagiripettai está localizada a 11° 28′ N, 78° 16′ L. Tem uma altitude média de 273 metros (895 pés).

## Demografia
Segundo o censo de 2001,  Namagiripettai  tinha uma população de 21,447 habitantes. Os indivíduos do sexo masculino constituem 51% da população e os do sexo feminino 49%. Namagiripettai tem uma taxa de literacia de 59%, inferior à média nacional de 59.5%: a literacia no sexo masculino é de 67% e no sexo feminino é de 51%. Em Namagiripettai, 10% da população está abaixo dos 6 anos de idade.